# لينوبامباكي
 لينوبامباكي (باليونانية: Λινοβάμβακοι) هم مجتمع كاثوليكي في قبرص، تعرض للإضطهاد بسبب معتقداتهم خلال الحكم العثماني للجزيرة. وتم إستيعابهم داخل المجتمع التركي القبرصي خلال الحكم البريطاني. أخفى اللينوبامباكي معتقداتهم ومارسوا الشعائر الكاثوليكية بشكل سري.

## تاريخ

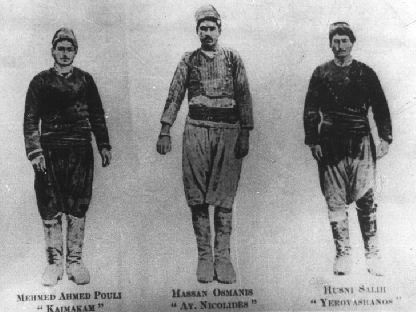
حسن بولي وهي شخصية مركزية في الفلكلور القبرصي يمثل مجتمع لينوبامباكي.

خلال الحرب التركية الجنوية (1570–1573) وقع ما تبقى من قبرص تحت حكم الدولة العثمانية، وبعد الحرب مباشرة، تم وضع عقوبات في للسكان اللاتين في الجزيرة. حيث بلغ التنافس بين الدولة العثمانية والبندقية ذروته، وكان يخشى العثمانيين الخطر الأمني الذي يشكله الكاثوليك اللاتين في قبرص، وعلى وجه الخصوص أنها قد تكون سبب لعودة البنادقة. ونتيجة لذلك، كان التسامح العثماني تجاه المجتمع الكاثوليكي أقل بكثير من نحو طائفة الروم الأرثوذكس. بالإضافة إلى الضغط السياسي والديني، كان هناك ظلم اقتصادي الذي شمل ازالة حقوقهم في التملك. أدّى ذلك إلى تحول السكان الكاثوليك (تضمن اللاتين والموارنة والأرمن) المتضررين من هذه الأجراءات لدين الإسلام ظاهرًا من أجل تجنب العبودية والقهر، أو الموت، وعلى الرغم من ذلك بقيت هذه الجماعة تمارس الكاثوليكية في السر.
حاول مجتمع اللينوبامباكي عدم إظهار معتقداتهم الدينية. وهكذا في حياتهم اليومية، واختاروا أن يحملوا أسمًا مسيحيًا في السر ومسلمًا في العلن، أو اسم مشترك في كل من الديانات مثل إبراهيم، يوسف أو موسى. في التجنيد السنوي كانوا في كثير من الأحيان يتم تجنيدهم في الجيش العثماني، وكانوا يتجنبون دفع الضرائب المفروضة على غير المسلمين. لم يتحول مجتمع لينوبامباكي بالكامل إلى الحياة الإسلامية التقليدية، حيث أكتفى فقط في أظهار الممارسات والمعتقدات الدينية التي من شأنها أن تكسب لهم مزايا تمنح للمسلمين. على سبيل المثال، عدم شرب الكحول وأكل لحم الخنزير، كما لم يتردد أبناء هذا المجتمع على حضور الصلوات في المساجد؛ وهي تقاليد مماثلة مستمرة في الثقافة القبرصية التركية حتى اليوم. العديد من قرى مجتمع لينوبامباكي لها أسماء قديس مسيحي والتي تبدأ مع (باليونانية: άγιος، نقحرة: آيوس)، أو «القديس» والتي تنسب لها أصول كاثوليكية لاتينية. جذور مجتمع لينوبامباكي الثقافية والتاريخية يمكن الاطلاع عليها من خلال جميع مراحل الحياة القبرصية التركية والأدب. على سبيل المثال، الشخصيات الرئيسية في أبرز قصص الفولكلور القبرصي هي «جافور الإمام» و «حسن بولي». تواجدت أغلب قرى والتجمعات السكانية لمجتمع لينوبامباكي في قبرص التركية.